# Les Saisons et les Jours
Les Saisons et les Jours (titre original Lamb in His Bosom) est un roman de l’écrivaine américaine Caroline Miller (Waycross, 26 août 1903 - Waynesville, 12 juillet 1992 ), paru en 1933.
Le roman obtient le prix Pulitzer du roman 1934.
Margaret Mitchell l’a qualifié de « plus grand livre sur le Sud et ses habitants ».

## Thème
Le roman raconte la vie d’un couple de pionniers de Géorgie du début du XIXe siècle.

## Traduction récente en français
- Les Saisons et les Jours, [« Lamb in His Bosom »], traduit par Michèle Valencia, Paris, Éditions Belfond, coll. « Vintage », 2013, 437 p.  (ISBN 978-2-7144-5116-3)